# Deutsches Biomasseforschungszentrum

Logo

Das Deutsche Biomasseforschungszentrum gemeinnützige GmbH (DBFZ) ist eine Einrichtung für angewandte Forschung der Bundesrepublik Deutschland mit Sitz in Leipzig. Gegenstand der Gesellschaft ist nach eigener Aussage „die anwendungsorientierte Forschung und Entwicklung im Bereich der energetischen und integrierten stofflichen Nutzung nachwachsender Rohstoffe in der Bioökonomie unter besonderer Berücksichtigung innovativer Techniken, der wirtschaftlichen Auswirkungen und der Umweltbelange“

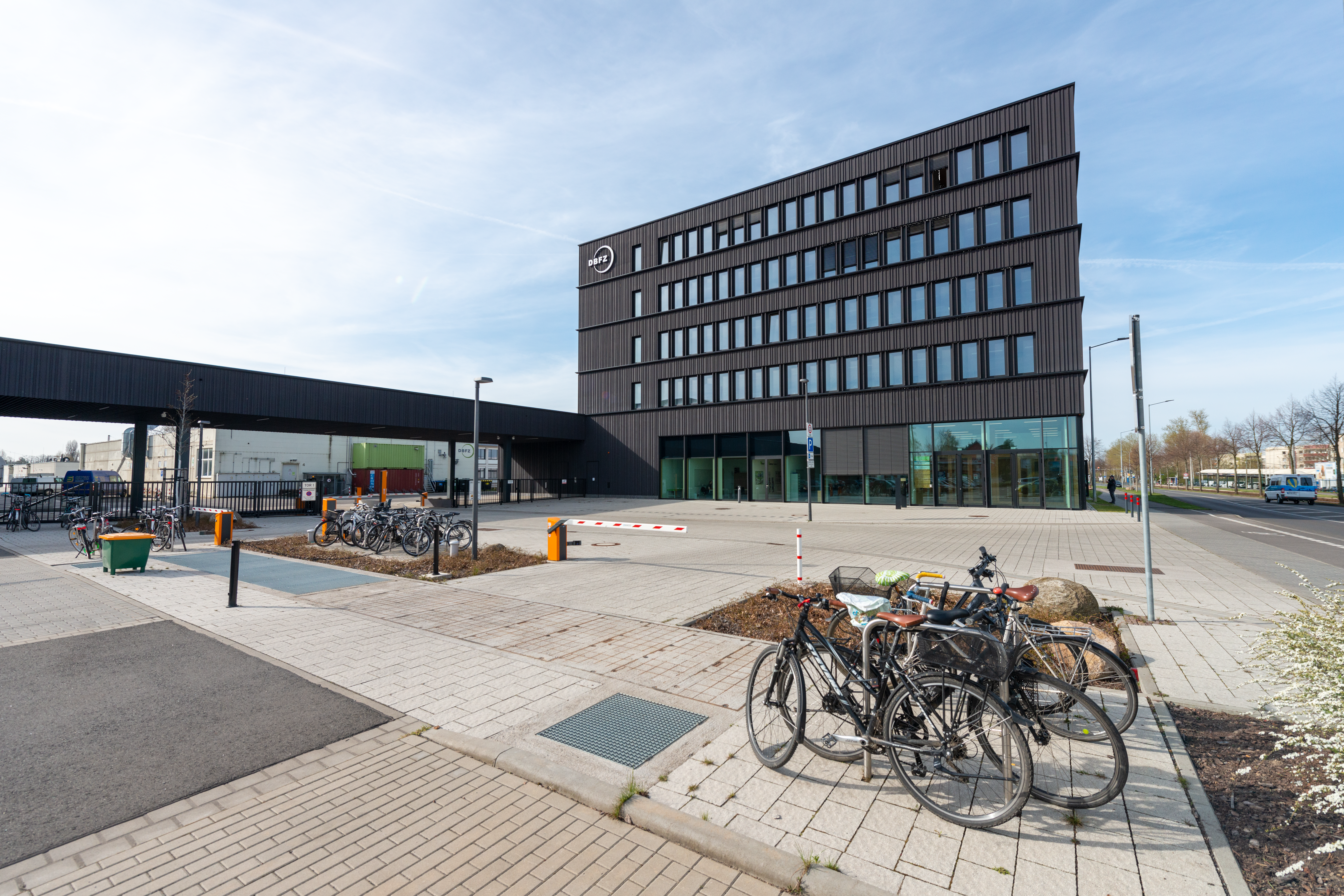
Neubau des DBFZ (April 2022)

## Gründungsgeschichte
Das Zentrum wurde vom Bundesministerium für Ernährung, Landwirtschaft und Verbraucherschutz (BMELV) am 28. Februar 2008 in Berlin als gemeinnützige GmbH gegründet. Am 17. März 2008 erwarb das DBFZ das ehemalige Institut für Energetik und Umwelt gGmbH einschließlich der gesamten Leipziger Liegenschaft. Am 17. Juni 2008 wurden beide Unternehmen verschmolzen.

## Forschung
Die fünf Forschungsschwerpunkte der Einrichtung sind:
- Systembeitrag von Biomasse
- Anaerobe Verfahren
- Biobasierte Produkte und Kraftstoffe
- Intelligente Biomasseheiztechnologien und
- Katalytische Emissionsminderung

## Leitung und Organisation
Geleitet wird das Institut von einem wissenschaftlichen und einem administrativen Geschäftsführer. Zurzeit (2024) sind das der wissenschaftliche Geschäftsführer Michael Nelles und der administrative Geschäftsführer Christoph Krukenkamp.
Die Einrichtung ist organisatorisch in vier Forschungsbereiche gegliedert: Bioenergiesysteme, Biochemische Konversion, Bioraffinerien, Thermo-chemische Konversion. Mit Stand 31. Dezember 2024 arbeiteten 271 Mitarbeitende am DBFZ.
Der Aufsichtsrat wird gestellt von je einem Vertreter folgender Ministerien:
- Bundesministerium für Landwirtschaft, Ernährung und Heimat (BMLEH)
- Bundesministerium für Umwelt, Klimaschutz, Naturschutz und nukleare Sicherheit (BMUKN)
- Bundesministerium für Wirtschaft und Energie (BMWE)
- Bundesministerium für Verkehr (BMV)
- Bundesministerium für Forschung, Technologie und Raumfahrt (BMFTR)
- Sächsisches Staatsministerium für Umwelt und Landwirtschaft (SMUL)

Die Arbeit des Zentrums wird begleitet und unterstützt von einem Forschungsbeirat aus Lehrstuhlinhabern von deutschen und ausländischen Universitäten sowie Wissenschaftlern von Forschungseinrichtungen.

## Gebäude
Das neu errichtete Gebäude in der Torgauer Straße 116 entstammt der Planung der Architekten Schulz und Schulz. Die ersten Planungen begannen 2013, die Fertigstellung erfolgte 2020.